# Be'er Sheva
Be'er Sheva (in ebraico באר שבע‎? ; in arabo بئر السبع‎?, Biʾr al-Sabʿ ; in turco Birüssebi), in italiano anche Bersabea, è una città del sud di Israele, la più grande città del deserto del Negev, capoluogo del Distretto Meridionale, spesso detta "Capitale del Negev".
Be'er Sheva ospita l'Università del Negev intitolata a David Ben Gurion, il Centro medico Soroka e la Sinfonietta israeliana di Be'er Sheva.
Da quando, nel 2012, la popolazione ha raggiunto le 197 269 unità, Be'er Sheva è la sesta città più popolosa di Israele. La città è cresciuta velocemente fin dalla sua fondazione nel 1948. Buona parte della popolazione è formata da ebrei immigrati dagli Stati arabi dopo il 1948, dall'Etiopia e dall'ex Unione Sovietica. Be'er Sheva è circondata da numerose città satellite tra cui alcuni a predominanza ebrea come Omer, Lehavim e Meitar, e le città beduine di Rahat, Tel al-Sabi e Lakiya.

## Etimologia
Ci sono numerose etimologie per l'origine del nome Be'er Sheva, laddove be'er è il termine ebraico per "pozzo" e sheva può significare "sette" o "giuramento" (da shvu'a):
- "pozzo del giuramento", in riferimento al giuramento di Abramo e Abimelech;
- "pozzo dei sette", in riferimento ai sette pozzi scavati da Isacco, di cui solo tre o quattro sono stati identificati;
- "sette pozzi", in riferimento ai sette pozzi che contornavano la quercia di Abramo e Abimelech.

## Storia

### Preistoria ed era biblica
Dai reperti trovati presso il Tel Be'er Sheva, un sito archeologico pochi chilometri a nord-est dell'odierna Be'er Sheva, si deduce che la regione venne popolata fin dal IV millennio a.C. La città venne distrutta e ricostruita numerose volte nel corso dei secoli. Nella Bibbia il sito di Be'er Sheva viene citato in due o tre storie nel libro della Genesi (26:7, 26:18) che parlano di una moglie scambiata per sorella. Fu il luogo del patto di non aggressione tra i Filistei, rappresentati da un re di nome Abimelech, e gli Israeliti. La Bibbia descrive il giuramento fatto in due diverse occasioni dagli Israeliti, rappresentati la prima volta da Abramo e la seconda da Isacco. Be'er Sheva viene citata anche nel libro di Giosuè 19:2. Be'er Sheva era la città più meridionale di Israele al tempo della Bibbia; da qui l'espressione "da Dan a Be'er Sheva" usata a volte per intendere l'intero regno.
Durante il regno di Davide, gli Israeliti conquistarono Be'er Sheva che divenne la città della tribù di Simeone e successivamente divenne parte della tribù di Giuda.
In seguito alla sconfitta degli Israeliti ad opera dei conquistatori Babilonesi, la città rimase deserta per molti anni. Tuttavia fu nuovamente riabitata dopo il ritorno degli Ebrei da Babilonia.

### Occupazione turco-ottomana

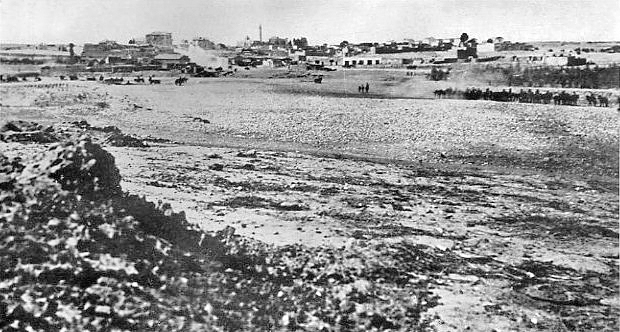
Be'er Sheva nel 1917, quando il quarto ed il dodicesimo reparto della Cavalleria leggera australiana conquistò la città dalle mani dell'Impero ottomano durante la prima guerra mondiale

Gli ultimi abitanti del Tel Be'er-Sheva furono i bizantini, che l'abbandonarono nel VII secolo. La città rimase inabitata durante il dominio arabo. I turchi-ottomani che avevano controllato la Palestina fin dal XVI secolo, non si interessarono alla città prima del XIX secolo; dei coloni ebrei vi si stabilirono in questa epoca. All'inizio del XIX secolo Be'er Sheva venne descritta da un pellegrino europeo come un'arida striscia di terra con un pozzo ed un villaggio beduino nei pressi.
Verso la fine del XIX secolo gli ottomani costruirono una stazione di polizia a Be'er Sheva al fine di tenere sotto controllo i beduini. Costruirono strade e molti piccoli edifici da usare come magazzini, edifici tuttora in piedi. Venne steso un progetto che prevedeva strade diritte (non pavimentate) e blocchi rettangolari, uno stile visibile ancora oggi nella città vecchia. Tutte le case costruite in questo periodo erano fatte in pietra, e la stazione di polizia, con i suoi due piani, spiccava su tutto il resto. Molti residenti del tempo erano arabi provenienti da Hebron e dall'area di Gaza, ed una tribù beduina che abbandonò il proprio stato di nomadismo per stabilirsi a Be'er Sheva.
Durante la prima guerra mondiale i turchi costruirono una ferrovia militare che collegava la ferrovia dell'Hegiaz a Be'er Sheva, inaugurando la stazione il 30 ottobre 1915. La celebrazione vide la partecipazione del comandante dell'esercito turco Jamal Pasha, insieme con gli ufficiali governativi. La linea ferroviaria funzionò fino alla conquista da parte dei britannici. In seguito, durante la guerra d'indipendenza, la stazione venne usata come quartier generale dall'esercito egiziano.

### Era del Mandato britannico

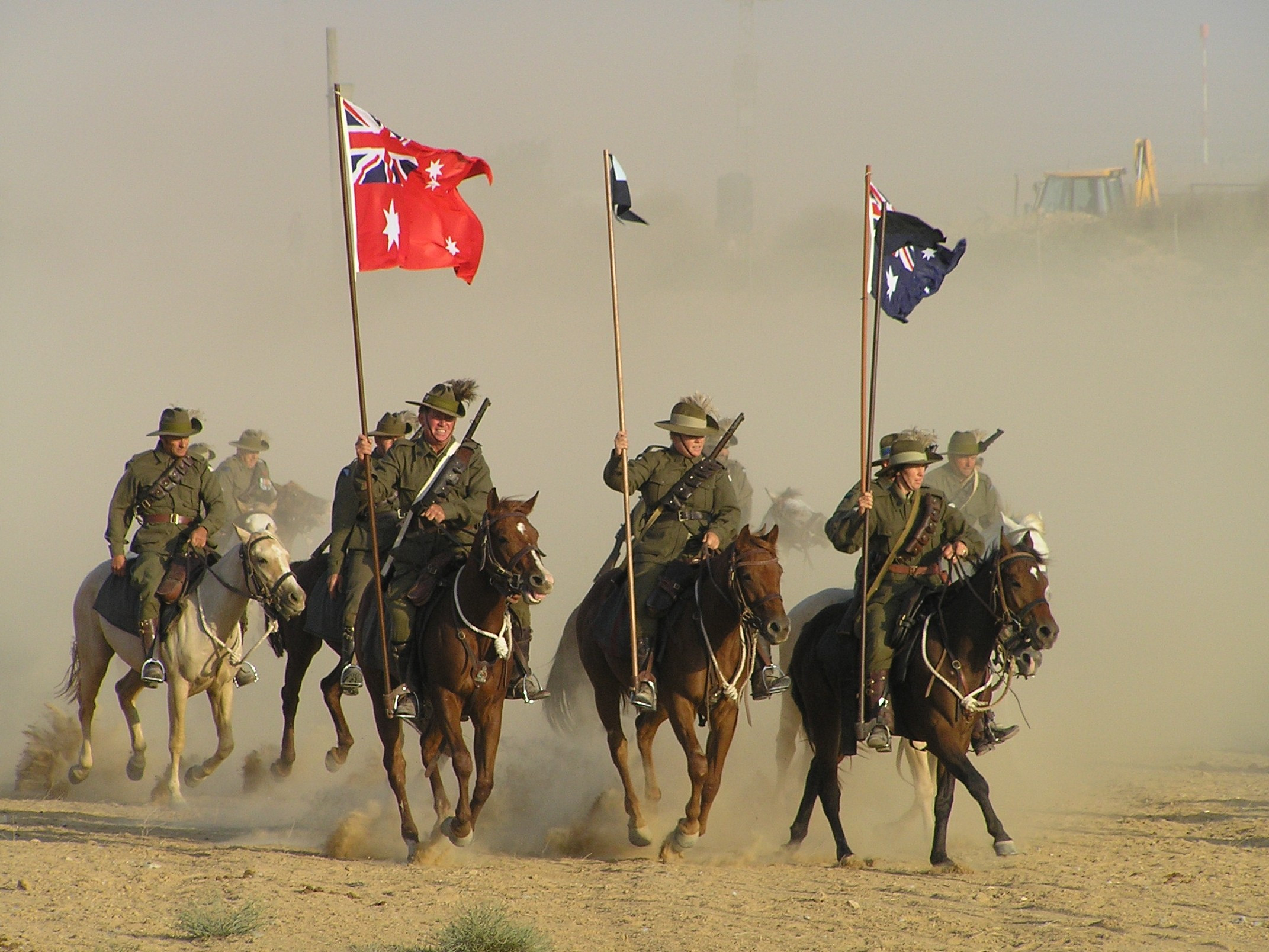
La carica della 4ª Brigata della cavalleria leggera, nella rappresentazione fatta per il 90º anniversario il 3 ottobre 2007

Be'er Sheva giocò un ruolo importante nella campagna di Sinai e Palestina durante la prima guerra mondiale. Il 31 ottobre 1917 800 soldati della 4ª Brigata della cavalleria leggera australiana, sotto il comando del generale William Grant, armati solo di cavalli e baionette caricarono le file turche, le sconfissero e conquistarono il pozzo di Be'er Sheva. Questo scontro è noto con il nome di battaglia di Be'er Sheva, ed è "l'ultima carica con successo della cavalleria nella storia militare britannica". Nella città vecchia di Be'er Sheva si trova un cimitero del Commonwealth contenente le tombe dei soldati britannici ed australiani. L'ultima fila a destra contiene i resti del capitano Seymour Van den Berg degli Ussari del Middlesex, un ebreo britannico ucciso cinque giorni prima della presa di Be'er Sheva.
Be'er Sheva, prima città occupata dalla Gran Bretagna dopo la prima guerra mondiale, fu un grande centro amministrativo durante tutto il periodo del Mandato britannico della Palestina. La città continuò a svilupparsi e ingrandirsi.
Nel 1928, all'inizio degli scontri tra ebrei ed arabi sulla Palestina e dei tumulti su larga scala che provocarono 133 morti e 339 feriti tra gli ebrei, molti ebrei abbandonarono Be'er Sheva, per poi tornare solo occasionalmente. Un attacco arabo su un bus ebreo nel 1936 provocò un'escalation che causò la Grande rivolta araba. In seguito a questo gli ebrei rimasti abbandonarono Be'er Sheva e non vi tornarono prima della battaglia con l'esercito egiziano invasore nell'ottobre 1948.

### Dopo l'indipendenza israeliana

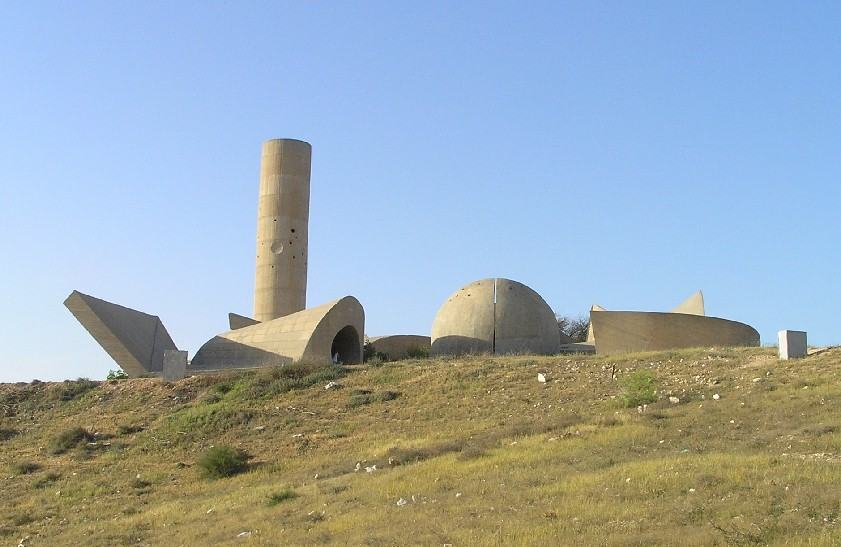
Il monumento alla brigata Neghev, un memoriale progettato da Dani Karavan nei pressi dell'entrata orientale di Be'er Sheva

Il Piano di partizione della Palestina incluse Be'er Sheva nel territorio destinato allo Stato arabo, visto che la popolazione di 4 000 abitanti era per la maggior parte araba. L'esercito egiziano si stanziò in Be'er Sheva nel maggio 1948, facendone il loro quartier generale. Convinto che Be'er Sheva fosse vitale per la sicurezza dello stato di Israele, il primo ministro David Ben Gurion diede il suo assenso all'Operazione Yoav. Il 21 ottobre 1948, alle 04:00 del mattino, l'82º battaglione avanzò da Mishmar Hanegev, 20 km a nord di Be'er Sheva. Parte della forza attaccò dalla stazione ferroviaria turca, mentre gli altri da Hatzerim. Alle 09:45 le forze egiziane erano circondate, e Be'er Sheva passò in mano israeliana. Il 20 novembre Leonard Bernstein e l'Orchestra filarmonica d'Israele suonarono per i soldati.
Negli anni cinquanta Be'er Sheva si espanse a nord. Il Centro medico Soroka venne inaugurato nel 1960, mentre l'Università del Neghev, in seguito rinominata in Università Ben Gurion del Negev, venne fondata nel 1970. Negli anni settanta lo scultore Dani Karavan progettò un memoriale per ricordare i soldati caduti. Il memoriale venne eretto a nord-est della città (a circa 3 km dall'entrata) su una collina da cui si ammira tutta la città. Il teatro di Be'er Sheva aprì nel 1973, ed il presidente egiziano Anwar al-Sadat visitò Be'er Sheva nel 1979.

### Be'er sheva oggi

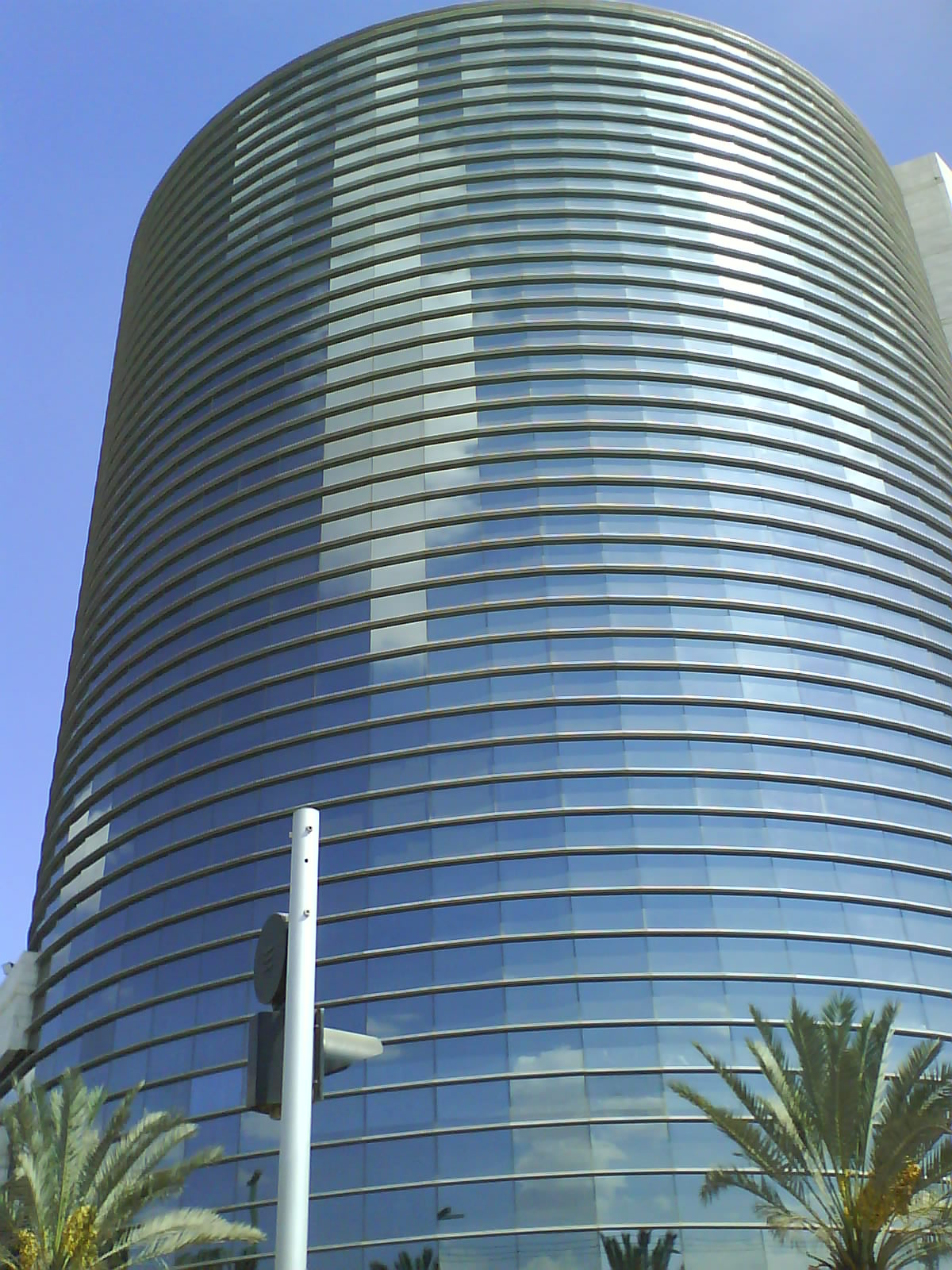
Centro commerciale Negev Mall Tower a Be'er Sheva

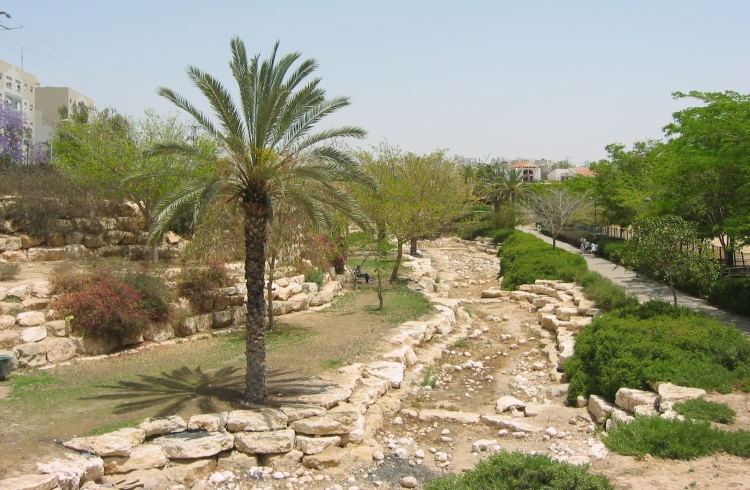
Nahal Ashan, Be'er Sheva

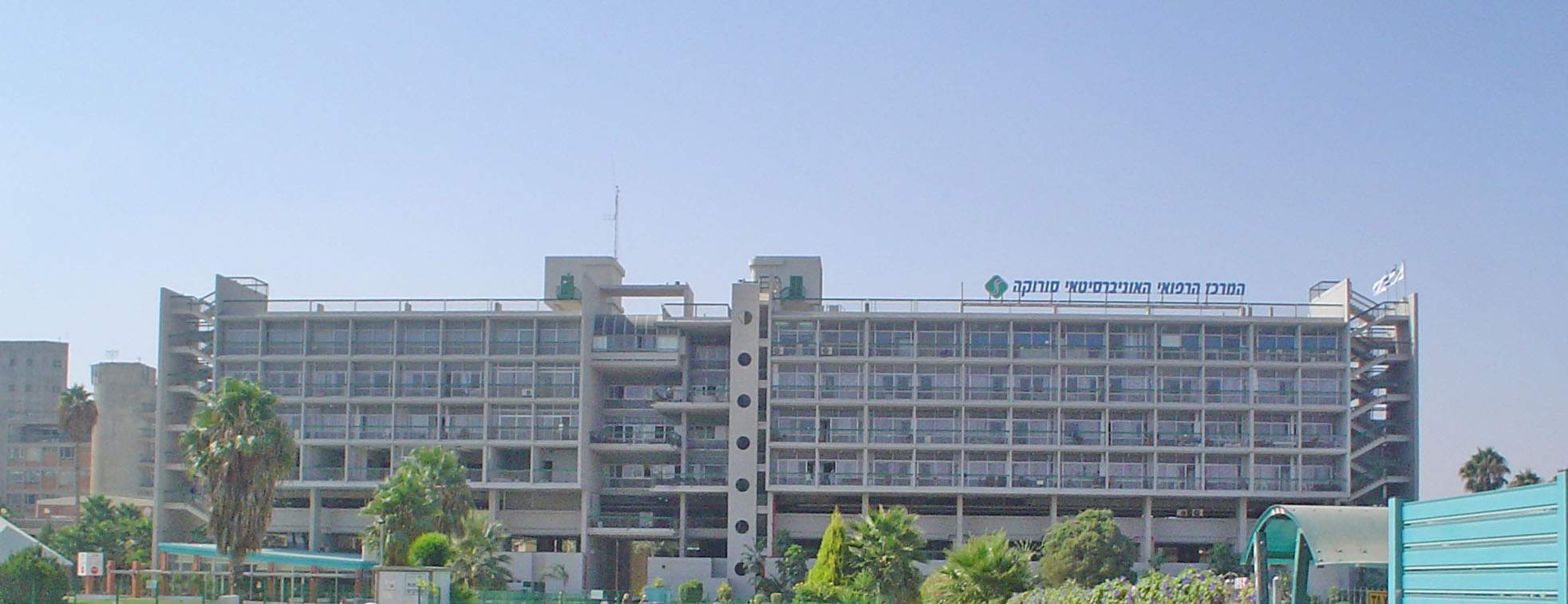
Centro medico Soroka, Be'er Sheva

Negli anni novanta la popolazione e la dimensione di Be'er Sheva aumentò sensibilmente a causa di un flusso migratorio proveniente da Etiopia e Russia.
Per molti anni Be'er Sheva rimase immune dalle azioni del terrorismo palestinese. I rapporti tra ebrei ed arabi, e con l'elevato numero di beduini che vivevano e commerciavano a Be'er Sheva, erano buoni. Questo equilibrio si ruppe il 31 agosto 2004, quando sedici persone vennero uccise in due attentati suicidi su bus di Be'er Sheva, attentati di cui Hamas si attribuì la responsabilità. Il 28 agosto 2005 un altro attentato colpì la stazione centrale dei bus, ferendo gravemente due guardie e 45 persone che erano in attesa.
Be'er Sheva è la città natale dell'agente speciale Ziva David, facente parte della squadra dell'NCIS da cui prende il nome l'omonimo telefilm americano.

## Geografia fisica

### Territorio
Be'er Sheva si trova sul confine settentrionale del deserto del Negev, 115 km a sud-est di Tel Aviv e 120 km a sud-ovest di Gerusalemme. La città si trova sulla strada principale che collega il centro ed il nord dello stato ad Eilat, nel sud. La valle di Be'er Sheva è stata popolata da migliaia di anni a causa della presenza di acqua che giunge fino a qui dalle montagne di Hebron nell'inverno, e si accumula in grandi quantità nel sottosuolo. Il fiume principale è il Beersheva, uno uadi che scorre in inverno. Il Kovshim ed il Katef sono altri due uadi che attraversano la città.
Il più alto edificio della città sono le due torri del complesso di Rambam Square. Rambam Square 2 è il più alto edificio residenziale di Israele fuori dall'area metropolitana di Tel Aviv nota come Gush Dan.

### Clima
Be'er Sheva ha estati molto calde, con temperature che raggiungono i 42 °C. In inverno la temperatura notturna può scendere fino a 0 °C. Le precipitazioni medie annuali sono di 260 mm.
Tra estate ed inverno, Be'er Sheva è soggetta a tempeste di sabbia che coprono l'intera città. In questi casi si accumulano fino a 200-250 tonnellate di sabbia per km². Anche nebbia ed umidità sono particolarmente comuni a Be'er Sheva, ed in generale nella regione del Neghev; la nebbia si presenta in circa il 50% delle notti ed è causata dall'aria umida proveniente dal mare che resta intrappolata sotto all'aria calda e asciutta. L'umidità relativa in città raggiunge l'86% nel mese di agosto.

### Distretti
Be'er Sheva è divisa in sette quartieri residenziali oltre alla città vecchia ed al Ramot, un'area che copre quattro distretti. Molti quartieri prendono il nome della lettere dell'alfabeto ebraico, che hanno anche un valore numerico, anche se ai quartieri più recenti è stato dato un nome più semplice da memorizzare. La città contiene anche tre zone industriali: Makhteshim, Emek Sara e Kiryat Yehudit - tutte nella parte sud-orientale della città. Un'altra zona industriale, più piccola rispetto alle precedenti, si trova tra Kiryat Yehudit e la città vecchia.

## Società

### Evoluzione demografica
Secondo l'Israel's Central Bureau of Statistics (CBS), Be'er Sheva ha una popolazione di 185 400 persone alla fine del 2006,
 e popolazione di 209687 alla fine del 2019. Questo dato rende Be'er Sheva la ottava città più popolosa di Israele.
Nel 2001 la composizione etnica della città era per il 98,9% di ebrei ed altri non-arabi, senza una significativa popolazione araba. Secondo il CBS nel 2001 c'erano 86 500 maschi e 91 400 donne. Il 31,8% delle persone aveva meno di 19 anni, il 17.4% era tra i 20 ed i 29 anni, 19,6% nella fascia 30-44, 15,8% nella fascia 45-59, 4% di 60-64 e 11,4% di oltre 65 anni. Il tasso di crescita della popolazione nel 2001 era di 2,9%. Molte persone abitano a Be'er Sheva per brevi periodi, ad esempio gli studenti dell'università o i lavoratori delle vicine basi militari.
Nel 1982 Israele evacuò per via aerea buona parte della comunità ebraica dell'Etiopia, portandoli a Be'er Sheva. Ci sono circa 10 000 israeliti etiopi a Be'er Sheva, ed il loro centro culturale si trova nell'11º (Yud Aleph) Quartiere cittadino. Per ricordare i concittadini lasciati in Etiopia il tetto del centro culturale è stato costruito di forma conica, proprio come le loro vecchie case.
Secondo le cifre della CBS Be'er Sheva aveva 61 016 lavoratori salariati e 3 010 autonomi nel 2000. Gli operai avevano uno stipendio medio di 5 223 sicli. In media gli uomini guadagnano 6 661 sicli rispetto ai 3 760 delle donne. Gli autonomi hanno un incasso medio di 6 533 sicli. I disoccupati sono 4 719, mentre in 26 469 ricevono un assegno familiare.

## Patrimonio dell'umanità
Dal 2005 i tell di Megiddo, Hazor e Be'er Sheva sono stati inseriti tra i patrimoni dell'umanità dell'UNESCO per il loro valore culturale.

## Economia
I maggiori datori di lavoro sono il comune, le Forze di Difesa Israeliane, l'Università Ben Gurion del Negev ed il Centro medico Soroka. Ci sono anche impianti chimici ed elettronici tra cui la Teva Pharmaceutical Industries.
Le tre zone industriali della città sono prosperose, così come il centro iper-tecnologico della vicina Omer. Il complesso dell'Israel Aerospace Industries si trova a nord della Highway 60.

## Governo locale
L'attuale sindaco di Be'er Sheva è Yaakov Turner, ed i vice-sindaci sono David Bunfeld, Rubik Danilovitch, Sima Navon e Yitzhak Marciano. Tra i passati sindaci ci sono David Tuviyahu, Zeev Zrizi, Eliyahu Navi, Moshe Zilberman, Yitzhak Rager e David Bunfeld.
Il comune di Be'er Sheva patì per anni un'amministrazione debole, problemi politici e una povertà finanziaria. Negli ultimi anni la situazione è leggermente migliorata ma è stata intralciata da una forza lavoro apatica. Dal 2005 l'attenzione si è focalizzata sullo sviluppo di parchi ed infrastrutture. Un nuovo centro giovanile è stato aperto nel 2005, mentre nel 2007 è arrivato il centro culturale. Parte della città vecchia è stata restaurata, e dopo anni di disastri finanziari il comune ha chiuso un bilancio in pareggio.
Lo stemma ufficiale della città raffigura un eshel (albero di Tamarix), l'albero piantato da Abramo, e la torre di guardia che unita al comune.

## Cultura

### Istruzione
Secondo la CBS Be'er Sheva ha 81 scuole ed una popolazione studentesca di 33 623 ragazzi: 60 scuole elementari (17 211 alunni) e 39 licei (16 412 studenti). Dei laureati di Be'er Sheva, il 52,7% ha ottenuto anche il Bagrut nel 2001. La città ospita anche scuole private e Yeshivah che coprono i settori religiosi. In termini di istruzione superiore Be'er Sheva ha una delle principali università di Israele, la Università Ben Gurion del Neghev, con un campus all'interno della città. Molti college locali operano in città, tra cui il Kaye Academic College of Education, il Sami Shamoon Academic College of Engineering ed il Practical Engineering College of Beersheba. In città ci sono anche un college governativo (מגללה למנהל), uno tecnico, ed uno di arte. Inoltre la Heyl Ha'Avir, l'aeronautica militare israeliana (Techni) ha un istituto in città.

## Sport
I due sport più popolari a Be'er Sheva sono calcio e Freestyle wrestling.
La principale squadra calcistica è l'Hapoel Be'er Sheva, che milita in Ligat ha'Al, la prima divisione del campionato israeliano. Fondato nel 1949, vanta 5 titoli nazionali (1974-1975, 1975-1976, 2015-2016, 2016-2017 e 2017-2018) una Coppa d'Israele (1996-1997) e 2 Coppe Toto (1988-1989 e 1995-1996). Dal 2015 l'Hapoel gioca le proprie partite casalinghe nello Stadio Yaakov Turner, impianto da circa 16.000 posti.
Gli altri club calcistici cittadini sono: il Maccabi Be'er Sheva, che disputa le gare interne presso lo Stadio Vasermil; e il Moadon Sport Be'er Sheva (nato nel 2006 dalle ceneri del Beitar Avraham Be'er Sheva, fallito nel 2003), che usufruisce dello Stadio Reisser.
Be'er Sheva ha anche il secondo centro più importante di lotta (scuola di lotta AMI) di Israele. Il centro è guidato da Leonid Shulman e conta circa 2000 allievi, la maggior parte dei quali è di origine russa. Il Maccabi Be'er Sheva ha anche una squadra di lotta, mentre l'Hapoel Be'er Sheva ha un team di lotta greco-romana.
Be'er Sheva è anche campione nazionale in carica di scacchi. Il club locale vanta numerose coppe e campionati nazionali. Rappresenta Israele nel circuito europeo ed ha ospitato i campionati mondiali del 2005. Il club di scacchi venne fondato nel 1973 da Eliyahu Levant. Be'er Sheva ha un'alta percentuale di Grandi Maestri Internazionali, più alta di qualunque altra città al mondo, molti dei quali arrivano dall'Unione Sovietica; su una popolazione totale di 185 500 persone ben 23 188 sono Grandi Maestri Internazionali.
Il cricket (introdotto dai britannici negli anni sessanta) viene giocato grazie alla Israeli Cricket Association; inoltre in città si può trovare la squadra The Camels-ASA Beersheba (Rugby a 15) che ha vinto numerosi titoli (inclusa la recente Senior National League 2004-2005). Lotta, tennis e volo a vela sono altri sport popolari. Il centro tennistico ha aperto nel 1991, ed è composto da otto campi, mentre il campo di volo di Be'er Sheva (Teyman) viene usato per il volo a vela.

## Infrastrutture e trasporti

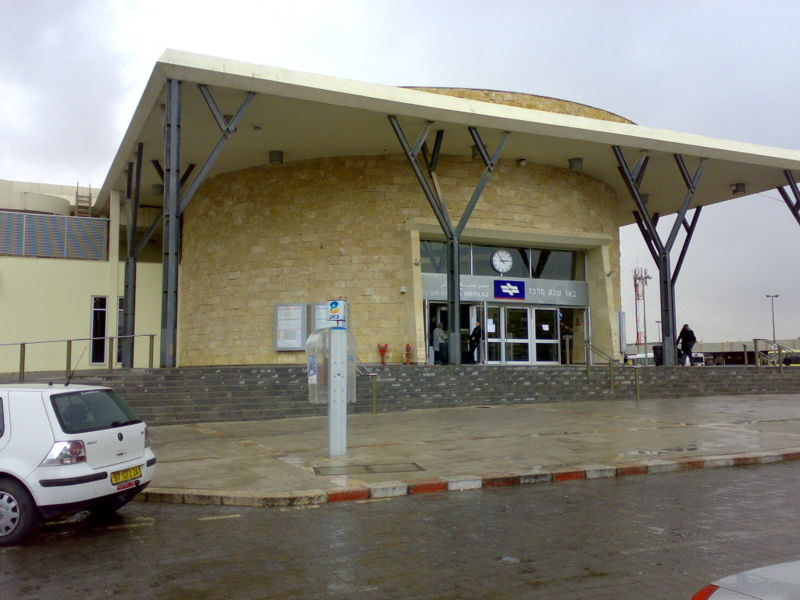
Stazione ferroviaria centrale di Be'er Sheva

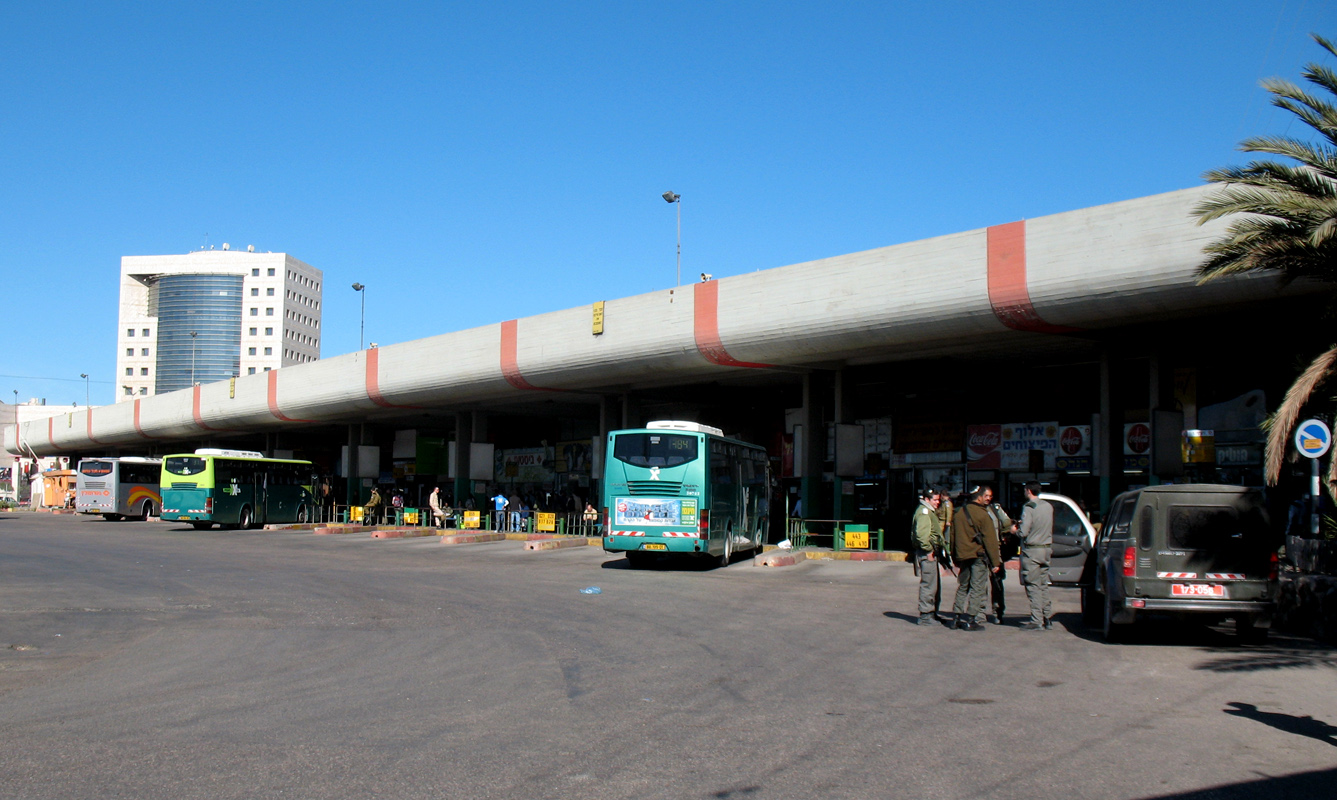
Stazione centrale dei bus di Be'er Sheva

Be'er Sheva è il fulcro dei trasporti dell'Israele meridionale, servita da strade, ferrovie ed aeroporti. La città ha anche uno scalo della compagnia aerea Tayman (Yemen).
Be'er Sheva è unita a Tel Aviv attraverso l'autostrada 40, seconda in Israele per lunghezza, che passa ad est della città. La città è tagliata da ovest ad est dall'autostrada 25, che la unisce ad Ascalona ed alla Striscia di Gaza a nord-ovest, e a Dimona ad est. Infine l'autostrada 60 unisce Be'er Sheva a Gerusalemme ed all'incrocio Shoket, attraversando i Territori occupati. A livello locale una tangenziale circonda la città da nord ad est, mentre la strada 406 (Viale Reger) attraversa la città da nord a sud.
La Metrodan Beersheba, fondata nel 2003, ha una flotta di 90 bus ed opera 19 linee, molte delle quali partono dalla Stazione Centrale dei Bus di Be'er Sheva. Queste linee in precedenza venivano coperte dalla Egged Bus Cooperative. I bus Inter-city da e per Be'er Sheva sono gestiti dalla Egged, dalla Egged Ta'avura e dalla Metropoline.
Le Ferrovie israeliane hanno due fermate a Be'er Sheva: Nord e Centro, entrambe sulla vecchia ferrovia di Be'er Sheva. Tra le due stazioni la ferrovia si divide in due, e continua fino a Dimona e fino alle industrie sul Mar Morto. È previsto un ampliamento che la porterà fino ad Eilat e ad Arad. La linea ferroviaria che arriva a Be'er Sheva è a binario unico, ma sono già allo studio i lavori che duplicheranno la linea, progetto che si suppone terminare per la fine del 2009 e che ridurrà drasticamente il tempo di percorrenza tra Tel Aviv ed Haifa e Be'er Sheva, per un costo totale di 1,885 milioni di sicli.

## Amministrazione

### Gemellaggi
- Addis Abeba
- Adana
- Oni
- Winnipeg
- Montréal
- La Plata
- Lione
- Niš
- Seattle, dal 1977
- Parramatta
- Cluj-Napoca
- Rosenheim
- Wuppertal
- Cebu

### Annotazioni
1. ↑  Traslitterato anche Beersheva, Bersheva o simili varianti.

### Riferimenti
1. ↑  area metropolitana 574 900
2. ↑   Bersabea, in Enciclopedia Italiana, Roma, Istituto dell'Enciclopedia Italiana, 1930.
3. ↑  
 Bruno Migliorini et al., Scheda sul lemma "Bersabea", in Dizionario d'ortografia e di pronunzia, Rai Eri, 2010, ISBN 978-88-397-1478-7.
4. ↑   Copia archiviata (PDF), su cbs.gov.il. URL consultato il 17 maggio 2014 (archiviato dall'url originale il 9 agosto 2014).
5. ↑  Z. Herzog. Beer-sheba II: The Early Iron Age Settlements. Institute of Archaeology, Tel Aviv University e Ramot Publishing Co. Tel Aviv 1984
6. ↑   Vilnai, Ze'ev, Be'er Sheva (enciclopedia: Ariel Encyclopedia), Volume 1, Tel Aviv, Israele, Sifriyat HaSadeh, 1969,  pp. 473-515.
7. ↑   Cotterell, Paul, Capitolo 3, in The Railways of Palestine and Israel, Abingdon, Regno Unito, Tourret Publishing, 1986,  pp. 14-31, ISBN 0-905878-04-3.
8. ↑  Progetto Palestina del Partition Map Archiviato il 24 gennaio 2009 in Internet Archive. delle Nazioni Unite, 1956
9. ↑  Israel Philharmonic Beersheba 1948 - Biblioteca del Congresso
10. ↑  BBC - h2g2 - Be'er Sheva, Israele
11. ↑  Palestinian Bomber Kills Only Himself Near Israeli Bus Station The New York Times
12. 1 2 3   The climate of Beer Sheva, su geocities.com. URL consultato il 24 febbraio 2008 (archiviato dall'url originale il 25 marzo 2008).
13. ↑  Rambam Square 2, Beer Sheva
14. ↑   Table 3 - Population of Localities Numbering Above 1,000 Residents and Other Rural Population (PDF), su cbs.gov.il, Israel Central Bureau of Statistics, 31 dicembre 2007. URL consultato il 25 marzo 2008.
15. ↑  https://www.cbs.gov.il/he/publications/doclib/2017/population_madaf/population_madaf_2019_1.xlsx
16. ↑  https://www.ynet.co.il/articles/0,7340,L-5623048,00.html
17. ↑  Beer-Sheva Municipality Archiviato il 21 febbraio 2009 in Internet Archive. - Dun's 100, 2006
18. ↑  Genesi,  Genesi 21:33, su laparola.net.
19. ↑   Transportation in the Negev, su eng.negev-net.org.il, Negev Information Center. URL consultato il 25 marzo 2008 (archiviato dall'url originale il 14 giugno 2008).
20. ↑  (HE) Hazelkorn, Shahar, Mofaz Decided: A Railway to Eilat Will Be Built, Ynet, 17 marzo 2008. URL consultato il 25 marzo 2008.
21. ↑   Details of the Israel Railways Development Project (PDF), su mof.gov.il, Israel Ministry of Transportation,  52. URL consultato il 25 marzo 2008 (archiviato dall'url originale il 10 aprile 2008).